# (9784) Yotsubashi
(9784) Yotsubashi (1994 YJ1) – planetoida z grupy pasa głównego asteroid okrążająca Słońce w ciągu 4,55 lat w średniej odległości 2,74 j.a. Odkryta 31 grudnia 1994 roku.